# Городницький район
Городницький район — адміністративно-територіальна одиниця УРСР, що існувала з 1923 по 1957 роки в складі Житомирської та Коростенської округ, Київської та Житомирської областей. Районний центр — містечко Городниця.

## Історія та адміністративний устрій
Район було утворено 7 березня 1923 року у складі Житомирської округи. До складу увійшли 25 сільських рад (Андрієвицька, Березниківська, Варварівська, Велико-Цвілянська, Городницька, Дубниківська, Зиселівська, Ілляшівська, Катеринівська, Кленівська, Ковалевицька, Кривальсько-Гутська, Куко-Гутянська, Кулішівська, Курчицька, Лучицька, Малоцвілянська, Михеївська, Осівська, Покащівська, Сербівська, Слобідсько-Сербівська, Старо-Гутянська, Суховольська, Тайківська) колишніх Городницької та Сербівської волостей Новоград-Волинського повіту Волинської губернії.
17 червня 1925 року увійшов до складу Коростенської округи.
Протягом 1925-33 років в складі району були утворені: 26 березня 1925 року — Болярська, 20 липня 1927 року — Радицька та Карпилівська, 7 квітня 1933 року — Вірівська, Курчицько-Гутянська, Перелісянська сільські ради, 3 червня 1926 року — Городницька селищна рада.
Протягом 1924—1930 рр. відбувався обмін окремими територіями із суміжними районами — 1924 року підпорядковано 2 сільради (Броницьку та Червоновольську) Олевського району, 1928 року підпорядковано Великоглумчанську та Забаро-Давидівську сільські ради Ємільчинського району, 1925 року передано Суховольську сільську раду до Ярунського району. 22 лютого 1928 року було передано Старогутську сільську раду — до Барашівського району і 10 сільрад (Болярсько-Просецьку, Варварівську, Гуто-Куківську, Зосимівську, Катеринівську, Кулішівську, Покащівську, Радицьку, Слободо-Сербівську, Тайківську) до складу Ємільчинського району.
13 червня 1930 року Коростенську округу було ліквідовано, район передано до складу Волинської округи. 2 вересня 1930 року було скасовано поділ УРСР на округи, через що, від 15 вересня 1930 року, Городницький район, як і решта окремих адміністративних одиниць, перейшов у безпосереднє підпорядкування до республіканського центру. 9 лютого 1932 року район увійшов до складу новоствореної Київської області. 4 травня 1935 року район увійшов до новоствореного Коростенського округу Київської області. 22 вересня 1937 року було утворено Житомирську область з Городницьким районом у складі.
В 1941-44 роках територія району входила до складу гебітскомісаріату Ємільчине Генеральної округи Житомир. Було утворено Адамівську, Анастасівську, Зарічанську, Приходську, Ходурську та Хуторо-Глумчанську сільські управи.
11 серпня 1954 року було ліквідовано 13 сільських рад із 22: Анастасівську, Броницьку, Вірівську, Забаро-Давидівську, Ілляшівську, Карпилівську, Кленівську, Липинську, Михіївську, Осівську, Перелісянську, Ситнівську та Ходурківську.
28 листопада 1957 року Указом Президії Верховної Ради УРСР район було ліквідовано, його територія увійшла до складу Ємільчинського (Броницькогутянська, Городищенська селищні та Березниківська, Великоглумчанська, Великоцвілянська, Дубницька, Червоновольська сільські ради) та Ярунського (Курчицька, Лучицька та Малоцвілянська сільські ради) районів.

## Населення
За результатами Всесоюзного перепису населення 1926 року на території Городницького району мешкало 41 135 осіб. Розподіл населення за рідними мовами був наступним:
- Українська мова — 70,3 %
- Російська мова — 2,0 %
- інші — 27,8 %

Національний склад населення за даними перепису 1926 року:
| Національність | Кількість | Частка, % |
| -------------- | --------- | --------- |
| українці       | 24100     | 58,6      |
| поляки         | 7309      | 17,8      |
| німці          | 6724      | 16,3      |
| євреї          | 2203      | 5,4       |
| росіяни        | 681       | 1,7       |
| інші           | 118       | 0,3       |

За даними перепису населення СРСР 1939 року чисельність населення району становила 24 171 особу, з них українців — 19 471, росіян — 1 444, німців — 238, євреїв — 1 655, поляків — 1 190, інших — 173.